# 제8SS기병사단 플로리안 가이어
제8SS기병사단 플로리안 가이어는 제2차 세계 대전 당시 동부 전선에서 활동한 독일 무장친위대 기병 사단이다. 주로 대분란전 임무를 수행한 제8SS기병사단은 민간인 학살 행위로 악명을 떨쳤다.

## 편성 및 폴란드
1939년 9월 헤르만 페겔라인 SS연대지도자를 연대장으로, 최초의 친위대 기병연대인 SS해골단 기병연대(SS-Totenkopf Reiterstandarte)가 편성되었다. 폴란드 침공 작전 당시 후방 지구의 치안 임무를 담당했던 동 연대는 다수의 민간인 학살을 자행했고, 1940년에는 동부 친위대 및 경찰 책임자인 크뤼거 SS집단지도자 지휘 아래 후방 치안을 수행하며 또다시 민간인 학살 사건을 저질렀다. 이 잔학 행위들이 문제시되어 페겔라인 SS연대지도자는 게슈타포에게 조사를 받게 되었지만, SS국가지도자 하인리히 히믈러와의 친분으로 조사는 결국 유야무야 끝나게 되었다.

## 동부 전선
1941년 3월 SS해골단 기병연대는 두 개의 연대로 분할되어 각각 제1SS기병연대 및 제2SS기병연대로 재편성되었다. 1941년 6월 바르바로사 작전이 개시되면서 중부집단군 소속으로 잔적 소탕 작전에 동원된 두 SS기병연대는 여타 SS해골단 소속 부대들과 함께 또다시 잔학 행위를 저질렀다. Pripet Marshes에서 250여 명의 소련군을 소탕하면서 그 수십배가 넘는 6,500명 이상의 민간인을 학살했던 것이다. 동년 8월 정식으로 SS기병여단으로 승격된 동 부대는 헤르만 페겔라인 SS연대지도자 지휘 하에 1000명 이상의 파르티잔과 700명 이상의 소련군을 토벌하면서 14,000명이 넘는 민간인을 학살했다.
1942년 1월 소련군의 동계 공세가 벌어졌고, SS기병여단은 르제프(Rzhev)와 Gusevo에서 막대한 손실을 입었다. 당시 여단은 약 2/3에 이르는 병력을 손실했고, 3월에는 700여 명으로 격감한 병력으로 인해 "페겔라인 전투단"으로 재편성되었다. 실질적인 괴멸을 맞이한 여단은 폴란드로 철수해 동년 7월까지 휴식 및 재편성을 취했다. 이곳에서 독일계 루마니아인으로 병력을 충원하고, 세 번째 기병 연대가 추가된 여단은 사단으로 승격되어 8월에는 빌헬름 비트리히 SS여단지도자 지휘 아래 전선으로 복귀했다.
르제프 근방, Don basin, Gogolia 그리고 오룔 주변에서 통상적인 전투 임무에 투입된 사단은 중부 집단군 9군 59군단 소속으로 얼마 간 전투를 치르고, 11월에는 예비 전력으로 전환되었다. 12월에는 30군단으로, 1943년 1월에는 41군단으로 그리고 동년 3월에는 2기갑군 47군단으로 소속이 변경되었다. 4월, 2기갑군이 재편성을 위해 후방으로 물러나면서 사단 예하의 제17SS기병연대가 제22SS의용기병사단의 기간 부대로 차출되었다. 후방으로 물러난 사단 본대는 6월부터 8월까지 르제프 및 프리퍄트 습지 근방에서 다시 파르티잔 토벌 임무에 투입되었다. 부족한 인원은 독일계 외국인들로 보충되어 8월 당시 사단 병력은 15,000명에 이르렀다.
1943년 8월 남부 집단군으로 소속이 바뀐 사단은 소련군의 하계 대공세에 악전고투를 치르고 드니프로 및 키로포그라드로 퇴각했다. 동년 10월 사단명이 제8SS기병사단으로 개칭되었고, 그와 함께 예하 연대의 단대호 또한 변경되었다. 1943년 12월 크로아티아로 이동한 사단은 1944년 3월까지 파르티잔 토벌 임무를 수행했다. 1944년 3월, "제8SS기병사단 플로리안 가이어"로 최종 개칭되었다. 4월부터 8월까지 재편성과 휴식을 취했다. 단, 일부 병력은 남부 집단군 소속으로 계속 전투를 치르고 있었다.

## 헝가리
1944년 여름, 소련군의 대공세로 독일 중부 집단군이 붕괴되었다. 독일군의 동부 중앙 수비선은 완전히 무너져 내렸다. 동년 말, 헝가리로 이동해 제22SS의용기병사단과 함께 부다페스트 수비를 맡게 된 플로리안 가이어는 11월 초에 벌어진 소련군의 공세를 성공적으로 저지해 냈다. 하지만 12월이 되면서 45,000명에 이르는 제9SS산악군단 병사들은 250,000명이 넘는 소련군에게 완전히 포위되고 말았다. 제4SS기갑군단의 구원 시도가 12월과 1월에 걸쳐 이루어졌지만 소련군에 다소 피해를 입혔을 뿐 포위망을 푸는 데는 이르지 못했다.
절망적인 상황 속에서도 저항을 멈추지 않은 제9SS산악군단은 2월 11일에 최후의 탈출 시도를 감행하지만 이 또한 처참하게 끝나고 말았다. 가까스로 800여 명 정도가 포위망을 뚫고 아군 진영에 도달하는 데 성공했을 뿐이었다. 그중 플로리안 가이어와 마리아 테레지아 소속 병사는 겨우 170여 명에 지나지 않았다. 또한 당시 사단장이었던 요아힘 루모어 SS여단지도자는 이 탈출전에서 부상을 입고 자살했다. 탈출에 성공한 소수의 병사들은 제37SS의용기병사단 뤼초프에 편입되었다.
탈출 시도가 실패로 끝난 후 제9SS산악군단 병사들은 소련군에게 항복했다.

## 역대 지휘관
- 빌헬름 비트리히 SS상급집단지도자 1942년 9월 ?일  ~ 1943년 2월 15일
- 프리츠 프라이탁 SS여단지도자 1943년 2월 15일 ~ 1943년 4월 20일
- 구스타프 롬바르트 SS여단지도자 1943년 4월 20일 ~ 1943년 5월 14일
- 헤르만 페겔라인 SS집단지도자 1943년 5월 14일 ~ 1943년 9월 13일
- 브루노 슈트레켄바흐 SS집단지도자 1943년 9월 13일 ~ 1943년 10월 22일
- 헤르만 페겔라인 SS집단지도자 1943년 10월 22일 ~ 1944년 1월 1일
- 브루노 슈트레켄바흐 SS집단지도자 1944년 1월 1일 ~ 1944년 4월 14일
- 구스타프 롬바르트 SS여단지도자 1944년 4월 14일 ~ 1944년 7월 1일
- 요아힘 루모어 SS여단지도자 1944년 7월 1일 ~ 1945년 2월 11일

## 작전 지역
- 폴란드 1942년 3월 ~ 1942년 9월
- 동부 전선 중부 및 남부 전구 1942년 9월 ~ 1943년 12월
- 체코슬로바키아 및 폴란드 1943년 12월 ~ 1944년 4월
- 헝가리 1944년 4월 ~ 1945년 2월

## 병력 현황
- 1942년 12월 10,879
- 1943년 8월 15,000
- 1943년 12월 9,326
- 1944년 6월 12,895
- 1944년 12월 13,000

## 단위 부대
- 제15SS기병연대
- 제16SS기병연대
- 제17SS기병연대
- 제18SS기병연대
- 제8SS포병연대
- 제8SS대전차대대
- 제8SS수색대대
- 제8SS통신대대
- 제8SS대공포대대
- 제8SS보충대대
- 제8SS돌격포대대
- 제8SS수색이륜차대대
- SS스키대대
- 제8SS의무대대
- 제8SS수의사중대
- 제8SS야전우편국
- 제8SS차량화선전소대
- 제8SS야전엽병대
- SS응급수송차량소대

## 같이 보기
- 무장친위대의 부대 목록

## 참고 문헌
- Williams,Gordon "The Waffen-SS 6 to 10 Divisions" Osprey Publishing 2004년. ISBN 1-84176-590-2
- Wendel, Marcus "8. SS-Kavallerie-Division Florian Geyer". 2006년 8월 10일 갱신.
- Pipes, Jason "8.SS-Kavallerie-Division "Florian Geyer"". 2006년 8월 10일 갱신.